# Korciîn, Kostopil
Korciîn (în ucraineană Корчин) este un sat în comuna Zvizdivka din raionul Kostopil, regiunea Rivne, Ucraina.

## Demografie
Componența lingvistică a localității Korciîn
     Ucraineană (100%)
Conform recensământului din 2001, toată populația localității Korciîn era vorbitoare de ucraineană (100%).